# Список аеропортів Киргизстану
|  | Службовий список статей, створений для координації робіт з розвитку теми. Це попередження не встановлюється на інформаційні списки і глосарії. |

| Місто       | Регіон                  | Назва       | Код ІАТА  | Код ІКАО |
| ----------- | ----------------------- | ----------- | --------- | -------- |
| Баткен      | Баткенська область      | Баткен      | (БАТ)     | UAFB     |
| Бішкек      | Бішкек                  | Манас       | FRU (БИШ) | UAFM     |
| Джалал-Абад | Джалал-Абадська область | Джалал-Абад | (ДЖБ)     | UAFJ     |
| Казарман    | Джалал-Абадська область | Казарман    | (КЗМ)     | UAFZ     |
| Кербен      | Джалал-Абадська область | Кербен      | (КРФ)     | UAFE     |
| Ош          | Ошська область          | Ош          | OSS (ОШШ) | UAFO     |
| Тамчи       | Іссик-Кульська область  | Тамчи       | (ИКУ)     | UAFL     |

| Місто | Регіон          | Назва | Код ІАТА | Код ІКАО |
| ----- | --------------- | ----- | -------- | -------- |
| Кант  | Чуйська область | Кант  |          | UAFW     |
| Манас | Бішкек          | Манас |          |          |